# NGC 3343
NGC 3343 ist eine elliptische Galaxie vom Hubble-Typ E3 im Sternbild Drache am Nordsternhimmel. Sie ist schätzungsweise 279 Millionen Lichtjahre von der Milchstraße entfernt.
Das Objekt wurde am 3. April 1785 von Wilhelm Herschel entdeckt.